# أم شلاشل
أم شلاشل هي شخصيّة أسطوريّة موجودة في الحكايات الشعبية المصرية في صعيد مصر، ويعود أصلها بالتحديد إلى قرية شروانة التي تقع بين مُحافظة قنا ومحافظة أسوان في جنوب مصر، وهي عبارة مسخ امراة تجول في الطرقات ليلًا مرتدية الخلاخيل والحلي وتظهر للغرباء وعابري لتثير رعبهم. الطريق.

## الوصف
تصف الأسطورة شيطانة تظهر ليلًا للعابرين والغرباء في صورة امرأة تتزين بالسلاسل والخلاخيل وتُصدر أصواتًا مميزة.

## الأسطورة
تحكي الأسطورة عن زوج يعمل مزارعا وكان أحد سكان قرية شروانة في صعيد مصر، وقد وجد ثوبًا نسائيًا غارقا في الدماء في حقله فأخذه وغسله وأهداه لزوجته لتبدأ هذه الزوجة في ملاحظة الكثير من الظواهر الغريبة تحدث بسبب هذا الثوب، فتجده مثلا قد اختفى لتحل محله قطة صغيرة. فيحاول الزوج التخلّص من هذا الثوب بإلقائه في البئر ومنذ تلك اللحظة لم تغادر أم الشلاشل القرية وبدأت تظهر ليلًا في الطرقات وتُصدر أصواتها المميزة التي تشبه رنين الخلاخيل والحلى النسائية ولا يراها سوى الغرباء عن البلدة.

## أساطير مشابهة
تتشابه أسطورة أم شلاشل معد أساطير خرافية أخرى مثل أسطورة أم الصلاصل.